# جاي هنتر موريس
جاي هنتر موريس (بالإنجليزية: Jay Hunter Morris)‏ هو مغني أوبرا ومغني أمريكي، ولد في 3 يوليو 1963.

## وصلات خارجية
- جاي هنتر موريس على موقع IMDb (الإنجليزية)
- جاي هنتر موريس على موقع ميوزك برينز (الإنجليزية)
- جاي هنتر موريس على موقع قاعدة بيانات برودواي على الإنترنت (الإنجليزية)
- جاي هنتر موريس على موقع أول ميوزيك (الإنجليزية)
- جاي هنتر موريس على موقع ديسكوغز (الإنجليزية)